# Xavier Tondó
Xavier Tondó Volpini (ur. 5 listopada 1978 w Valls, zm. 23 maja 2011 w Grenadzie) – hiszpański kolarz szosowy.
Jego największym sukcesem było zwycięstwo w wyścigu wieloetapowym Dookoła Portugalii.
23 maja 2011 Tondó zginął przygnieciony drzwiami od garażu.

## Najważniejsze zwycięstwa i sukcesy
- 2002
  - wygrany etap w Tour of Qinghai Lake
- 2005
  - etap i zwycięstwo w klasyfikacji generalnej Volta ao Alentejo
  - etap w Vuelta a Asturias
- 2007
  - prolog i zwycięstwo w klasyfikacji generalnej Troféu Joaquim Agostinho
  - zwycięstwo w Volta a Portugal
- 2008
  - zwycięstwo w Subida al Naranco
- 2010
  - wygrany etap w Paryż-Nicea
  - wygrany etap i drugie miejsce w klasyfikacji generalnej w Dookoła Katalonii
  - szósty w Vuelta a España
- 2011
  - wygrana w Dookoła Kastylii i León